# Gornje Psarjevo
Gornje Psarjevo is een plaats in de gemeente Sveti Ivan Zelina in de Kroatische provincie Zagreb. De plaats telt 477 inwoners (2001).